# Vent d'est
Pour les articles homonymes, voir Vent d'est (homonymie).
Pour plus de détails, voir Fiche technique et Distribution.
Vent d'est est un film franco-suisse réalisé par Robert Enrico, sur un scénario coécrit avec Frédéric H. Fajardie, sorti en 1993.

## Synopsis
À la fin de la Seconde Guerre mondiale, la 1re armée russe, composée de ressortissants soviétiques se battant sous uniforme allemand, se réfugie au Liechtenstein pour échapper à l’Armée rouge.
Venus chercher asile et salut dans cet État neutre, ces soldats, ainsi que quelques civils associés, sont accueillis avec bienveillance par le gouvernement du Liechtenstein. En effet, bien que rentrés en force dans le pays, le prince Franz-Joseph II se montre compréhensif et accepte les réfugiés avec le respect dû à leur rang de combattants. Le général russe Boris Smyslovski essaie d'intéresser les Américains à leur sort. Il s’emploie ensuite à les conduire en Argentine, pays où ils ne seront plus pourchassés, mais c’est sans compter avec la haine des Soviétiques pour ces « traîtres ». Après leur avoir promis une vie nouvelle dans le cadre de la reconstruction de l’URSS, les Soviétiques parviennent à persuader environ 200 de ces hommes de rentrer. Lors du voyage de retour, le train s’arrête en Hongrie et tous les « rapatriés » sont assassinés à la mitrailleuse.

## Fiche technique
- Scénario : Robert Enrico, Frédéric H. Fajardie, Marc Miller
- Musique : Karl-Heinz Schäfer
- Photographie : Michel Abramowicz
- Montage : Patricia Nény
- Pays :  France /  Suisse
- Langue : français
- Couleur
- Son : Stéréo
- Date de sortie en salle en France : 20 janvier 1993[1]

## Distribution
- Malcolm McDowell : Général Smyslowsky
- Pierre Vaneck : docteur Joseph Hoop, Premier ministre
- Jean-François Balmer : Père Anton Siegler, chef du Parlement
- Ludmila Mikaël : Capitaine Barinkova
- Caroline Sihol : Comtesse Irène
- Wojciech Pszoniak: Colonel Tcheko
- Annick Blancheteau : Mme Hoop
- Catherine Frot : Martha Hubner
- Catherine Bidaut : Natalya
- Serge Renko : Petrov Gregori
- Jean de Coninck : M. Brandt
- Geneviève Mnich : Mme Brandt
- Clémentine Célarié : Anna
- Elena Safonova : la princesse de Liechtenstein
- Patrice Alexsandre : François-Joseph II, prince de Liechtenstein
- Gilles Treton : Peter Hubber

## Autour du film
Le film retrace les efforts des autorités du Liechtenstein pour ne pas livrer ces quelque 500 réfugiés, et montre les mensonges et les manipulations des Soviétiques pour les convaincre de revenir volontairement. 